# Pamporowo
Pamporowo (bułg. Пампорово) – bułgarski ośrodek sportów zimowych w obwodzie Smolan. Jest jednym z kilku ośrodków narciarskich w bułgarskiej części Rodopów. Leży na wysokości 1620 m n.p.m., najwyższy szczyt w okolicy to Sneżanka (bułg. Снежанка), który liczy 1928 m wysokości. Pamporowo jest oddalone o około 260 km na południowy wschód od Sofii, 85 km na południe od Płowdiwu, 15 km na północ od Smolana i 10 km na południe od innego ośrodka narciarskiego - Czepełare.
Pamporowo posiada łącznie 25 km tras biegowych oraz 37 km tras zjazdowych, obsługiwanych przez 15 wyciągów. Przepustowość wynosi 11 600 osób na godzinę, a stoki są także dośnieżane sztucznie. Zimy są tu łagodne, średnia temperatura stycznia wynosi +3 stopnie Celsjusza.
Organizowane są tu między innymi zawody Pucharu Europy w narciarstwie alpejskim.

## Galeria

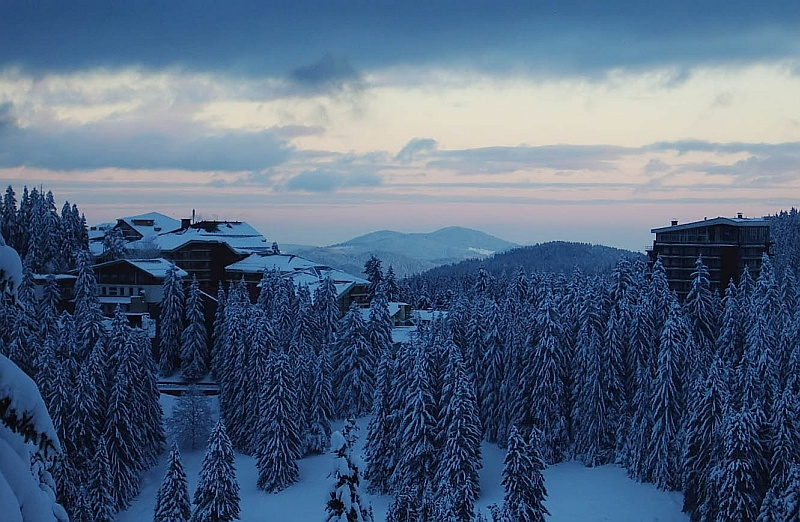
Pamporowo zimą
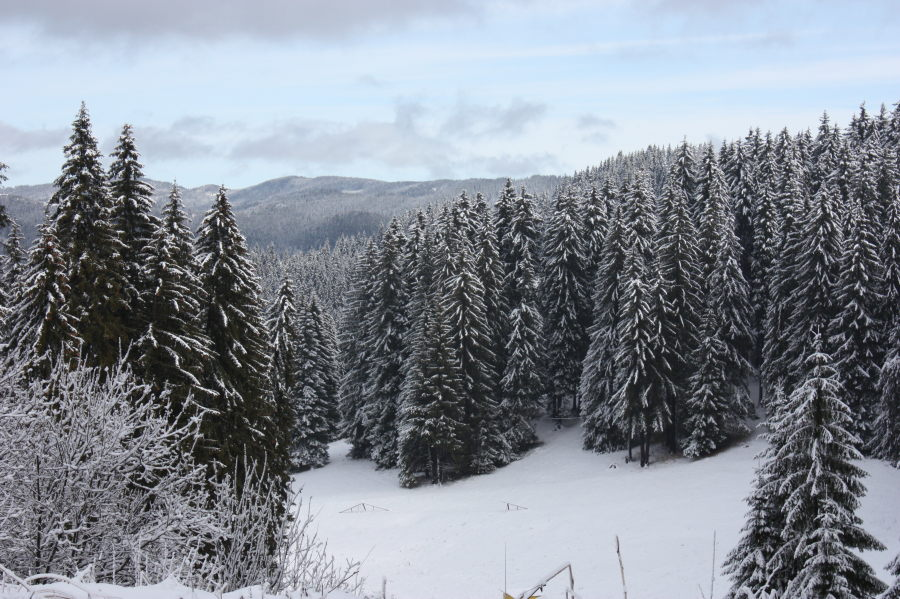
Okolice ośrodka